# Suffren (lớp tàu tuần dương)
Lớp tàu tuần dương Suffren bao gồm 4 tàu tuần dương hạng nặng được Hải quân Pháp chế tạo vào giai đoạn cuối những năm 1920 - đầu những năm 1930 và đều được bố trí tại khu vực Địa Trung Hải. Tất cả đều đã tham gia vào giai đoạn mở đầu của Chiến tranh Thế giới thứ hai cho đến khi Pháp thua trận bộc phải đầu hàng. Ba chiếc trong lớp: Colbert, Foch và Dupleix, đã rút ra khỏi hoạt động tác chiến rồi bị đánh đắm tại Toulon hầu không để lọt vào tay quân Đức; chỉ có Suffren sống sót qua cuộc chiến khi đầu hàng lực lượng Đồng Minh tại Alexandria, Ai Cập, tái hoạt động trở lại từ năm 1943 đến năm 1947, rồi cuối cùng bị tháo dỡ vào năm 1974.

## Những chiếc trong lớp
| Tàu     | Đặt lườn             | Hạ thủy             | Hoạt động           | Số phận |
| Suffren | 4 tháng 4 năm 1926   | 3 tháng 5 năm 1927  | 1 tháng 1 năm 1930  | Ngừng hoạt động 1 tháng 10 năm 1947; đổi tên thành Océan 1 tháng 1 năm 1963 và hoạt động như một tàu trại binh huấn luyện; tháo dỡ năm 1974 |
| Colbert | 12 tháng 6 năm 1927  | 20 tháng 4 năm 1928 | 4 tháng 3 năm 1931  | Bị đánh đắm tại Toulon, 27 tháng 11 năm 1942                                                                                                |
| Foch    | 21 tháng 6 năm 1928  | 24 tháng 4 năm 1929 | 15 tháng 8 năm 1931 | Bị đánh đắm tại Toulon, 27 tháng 11 năm 1942                                                                                                |
| Dupleix | 14 tháng 11 năm 1929 | 9 tháng 10 năm 1930 | 7 tháng 7 năm 1932  | Bị đánh đắm tại Toulon, 27 tháng 11 năm 1942                                                                                                |